# Olesicampe argentata
Olesicampe argentata là một loài tò vò trong họ Ichneumonidae.